# Predajná
Predajná este o comună slovacă, aflată în districtul Brezno din regiunea Banská Bystrica. Localitatea se află la altitudinea de 452 m deasupra n.m., se întinde pe o suprafață de 23,2 km2 și în 2017 număra 1.328 de locuitori.

## Istoric
Localitatea Predajná este atestată documentar din 1284.

## Demografie
| An:                | 1994 | 2004   | 2014   | 2024   |
| ------------------ | ---- | ------ | ------ | ------ |
| Număr de persoane: | 1272 | 1384   | 1338   | 1265   |
| Diferență:         |      | +8,80% | −3,32% | −5,45% |

| An:                | 2023 | 2024   |
| ------------------ | ---- | ------ |
| Număr de persoane: | 1291 | 1265   |
| Diferență:         |      | −2,01% |